# Парламентарни избори на Косову 2021.
Парламентарни избори на Косову одржани су 14. фебруара 2021. године. Убедљиву победу остварила је листа коју предводи Самоопредељење на челу са Аљбином Куртијем и његовом коалиционом партнерком Вјосом Османи, бившом председседницом Скупштине Косова. Листа је освојила више од 50% укупних гласова, што је највећи удео од првих избора одржаних 2001. године, док је њихов најближи ривал, Демократска партија Косова, завршила на другом месту са разликом од 33%.

## Позадина
На парламентарним изборима 2019. опозициона странка Самоопредељење појавила се као највећа фракција у Скупштини Косова, док је иза ње била Демократска лига Косова (ДЛК). Ове две странке су формирале нову владу 3. фебруара 2020, са вођом Самоопредељења Аљбином Куртијем као премијером. Курти је изабран за премијера са 66 гласова за и десет уздржаних. 34 опозициона посланика бојкотовала су гласање и напустила зграду Скупштине. Коалиција се убрзо распала пошто је ДЛК 25. марта 2020. поднела захтев за изгласавање неповерења због неслагања око тога како се носити са пандемијом ковида 19. Захтев је усвојен, а 82 посланика је гласало за, што је први пут да је влада на Косову пала на такав начин. Куртијева влада је наставила са радом као прелазна, док је вођа ДЛК Авдулах Хоти покушао да формира нову. Иако су Курти и Самоопредељење довели у питање Хотијеву подобност да буде премијер, који су тврдили да се влада не може формирати без странке која је освојила највише мандата на претходним изборима, 28. маја Уставни суд је потврдио да ДЛК има право да формира владу без нових избора. Суд је пресудио да након што странка која је победила на изборима поново није успела да формира нову владу, друга странка је успела, а Хоти би могао да постане премијер након гласања у Скупштини.
Хоти је 3. јуна изабран за премијера са 61 гласова за и 24 против, док је један био уздржан. Међутим, 21. децембра Уставни суд је одлучио да је глас Етема Арифија из мањинске Ашкалијске партије за интеграцију у корист Хотија био неважећи (пошто је Арифи осуђен за превару) и сходно томе влада није добила подршку већине народних посланика Скупштине. Након тога расписани су нови избори, а Хотијева влада је била привремена.

## Изборни систем
120 народних посланика Скупштине Косова бира се по отвореној листи пропорционалног изборног система, док је 20 мандата намењено за националне мањине. Изборни цензус од 5% је на снази за све остале немањинске странке. Мандати се додељују Сент Лагијевом методом. Да би формирала владу, странка или коалиција мора имати асполутну већину од 61 посланика од 120 мандата у Скупштини.

## Анкете
| Анкетар                                               | Датум               | LVV           | ЛДК              | ПДК  | ААК  | СЛ   | НИСМА | Остали | Води | Уздржани |  |     |   |      |   |
| ----------------------------------------------------- | ------------------- | ------------- | ---------------- | ---- | ---- | ---- | ----- | ------ | ---- | -------- |  | --- | - | ---- | - |
| Анкетар                                               | Датум               | Albanian Post | 2. фебруар 2021. | 51.3 | 15.5 | 13.2 | 5.5   | Остали | Води | Уздржани |  | 1.8 | – | 35.8 | – |
| KOZMO                                                 | 26–30. јануар 2021. | 53.6          | 16.0             | 17.4 | 7.2  |      | 3.6   | –      | 37.6 | 3.2      |  |     |   |      |   |
| PIPOS                                                 | 29. јануар 2021.    | 43.8          | 17.2             | 21.1 | 7.0  |      | 2.9   | 1.0    | 22.7 | 7.2      |  |     |   |      |   |
| PIPOS                                                 | 22. јануар 2021.    | 44.2          | 17.4             | 20.4 | 7.2  |      | 3.1   | 0.6    | 23.8 | 7.2      |  |     |   |      |   |
| T7 & GE                                               | 22. јануар 2021.    | 50.8          | 16.0             | 16.9 | 7.0  |      | 3.0   | –      | 33.9 | –        |  |     |   |      |   |
| Riinvest Analytics                                    | 11–17. јануар 2021. | 54.1          | 10.3             | 14.9 | 6.4  | 5.0  | 1.4   | 4.4    | 39.2 | 3.5      |  |     |   |      |   |
| PIPOS                                                 | 15. јануар 2021.    | 41.6          | 16.3             | 20.1 | 7.5  |      | 1.5   | 4.7    | 21.5 | 5.2      |  |     |   |      |   |
| PIPOS                                                 | 7. јануар 2021.     | 41.4          | 15.7             | 20.8 | 8.6  |      | 2.0   | 5.3    | 20.6 | 6.5      |  |     |   |      |   |
| UBO Consulting Архивирано на веб-сајту (3. март 2021) | 23. децембар 2020.  | 46.2          | 14.9             | 16.0 | 7.0  | 2.5  | 3.5   | 1.0    | 30.2 | 1.9      |  |     |   |      |   |
| избори 2019.                                          | 6. октобар 2019     | 26.2          | 24.5             | 21.2 | 11.5 | 6.4  | 5.0   | 5.0    | 1.7  | –        |  |     |   |      |   |

## Реакције
Аљбин Курти, вођа странке Самоопредељење, назвао је резултате потврђивањем тврдње његове кампање да су избори били „референдум” о, како је он назвао, „одузимањем државе” током гласања о неповерењу одржаном 2020. године. Странке које су биле у опозицији биле су део владајуће коалиције коју је предводио ДЛК. Сви су прихватили резултате и честитали Самоопредељењу.
Председник Владе Албаније Еди Рама и главни опозициони вођа Љуљзим Баша честитали су Куртију. Али Ахмети, вођа ДУИ, главне странке етничких Албанаца у Северној Македонији, честитао је Самоопредељењу и обећао да ће његова странка бити „брат, савезник и присталица... као и партнер и сарадник”. Шаип Камбери, албански народни посланик Скупштине Србије, поздравио је изборни процес и резултате, који су, према Камберију, показали „и демократске капацитете и функционалне институције”.
У светлу разочаравајућих резултата за ДЛК, вођа странке Иса Мустафа најавио је да ће поднети оставку.
Вјоса Османи је 4. априла изабрана за другу жену на функцији председнице Косова од стране Скупштине.